# Lemophagus crioceritor
Lemophagus crioceritor är en stekelart som beskrevs av Aubert 1986. Lemophagus crioceritor ingår i släktet Lemophagus och familjen brokparasitsteklar. Inga underarter finns listade i Catalogue of Life.